# Thapsia gummifera
Thapsia gummifera är en flockblommig växtart som beskrevs av Spreng.. Thapsia gummifera ingår i släktet Thapsia och familjen flockblommiga växter. Inga underarter finns listade i Catalogue of Life.